# Теорикон
Теорикон (Феорикон) (греч. τό θεωρικόν; τά θεωρικά, подраз. χρήματα, т. е. зрелищные деньги) — в древних Афинах государственный кредит, выделявшийся на устройство празднеств жертвоприношений и общественных развлечений.
Из многочисленных афинских праздников одни устраивались за счёт отдельных фил, демов или фамилий, но очень многие, в которых принимал участие весь народ, требовали затрат и от государства. Насколько велики были эти затраты, видно из речей Демосфена, который жаловался, что на Дионисии и Панафинеи расходуется больше, чем на любое военное предприятие.
Когда строитель каменного театра стал взимать с посетителей по 2 обола за вход, Перикл провёл закон о выдаче бедным гражданам этих денег из казны: этот закон был отменён в конце V века до н. э., но немного спустя был вновь проведён Агиррием (до 395 г.).
В IV веке до н. э. практиковалась выдача теориконов не только на сценические представления, но и на религиозные торжества: так, всякому гражданину, участвовавшему в панафинейской процессии, выдавалось два обола. По расчетам Бека, на это государством расходовалось ежегодно около 30 талантов. По старому закону остатки от доходов должны были расходоваться на военные нужды: теперь все сбережения шли на уплату «зрелищных денег», а военные расходы покрывались или из чрезвычайных поступлений, или из имущественного налога.
В 354 году до н. э. была организована Эвбулом особая зрелищная касса, для управления которой ежегодно избирался народом особый казначей. Попытка Аполлодора (350) провести закон об обращении остатка от доходов на военные нужды не увенчалась успехом: он был присуждён к уплате штрафа по обвинению в нарушении закона, а Эвбул провёл новый закон, которым назначалась смертная казнь за предложение в народном собрании употребить деньги зрелищной кассы на другие надобности. Этот закон оставался в силе до 339 года до н. э., когда Демосфен, несмотря на описанную угрозу, добился возвращения остатков от государственных доходов в военную казну.